# Coliseo General Rumiñahui
El Coliseo General Rumiñahui, es un escenario deportivo Está ubicado entre las avenidas Diego Ladrón de Guevara y José María Velasco Ibarra, de la ciudad de Quito. Pertenece a la Concentración Deportiva de Pichincha, que también gestiona otros escenarios como el Estadio Olímpico Atahualpa o el Coliseo Julio César Hidalgo. Fue inaugurado el 9 de julio de 1992 con el nombre del indio General Rumiñahui, en honor a dicho guerrero Kitu e Inca. (Palabra quichua que en español significa: 'Ojo de Piedra').
El Coliseo General Rumiñahui es un complejo deportivo que cumple con parámetros internacionales para la práctica y preparación de deportistas olímpicos. Es el escenario cerrado de mayor capacidad de Quito que además se utiliza para la presentación de artistas del espectáculo, especialmente músicos.

## Eventos deportivos
- Expo Vacaciones '92 del 17 al 19 de julio de 1992
- Segundo Mercado vs. Bernard Hopkins con una asistencia de 16 000 personas el 17 de diciembre de 1994
- Partido de Fútbol Sala Amistoso Benéfico Ciudad de Quito vs. Resto del Mundo en 1995
- Campeonato Sudamericano Femenino de Baloncesto Sub-17 de 1996
- WWE Road to Wrestlemania Tour 2008 con una asistencia de 16 000 personas el 12 de febrero de 2008
- WWE Road to Wrestlemania Tour 2010 con una asistencia de 15 000 personas el 11 de febrero de 2010
- WWE Road to Wrestlemania Tour - International Raw Live 2011 con una asistencia de 15 000 personas el 25 de febrero de 2011
- WWE Raw World Tour 2012 con una asistencia de 9000 personas el 26 de mayo de 2012
- WWE WWE Live Quito el 8 de octubre de 2016
- Copa Mitad del Mundo Roger Federer vs Alexander Zverev 24 de noviembre de 2019
- Copa Bicentenario Rafael Nadal vs Casper Ruud 27 de noviembre de 2022